# 黄花獐牙菜
黄花獐牙菜（学名：Swertia kingii），为龙胆科獐牙菜属下的一个植物种。